# دوين وودوارد
دوين وودوارد (بالإنجليزية: Duane Woodward)‏ مواليد 4 يونيو 1976 في نيويورك، هو مدرب كرة سلة أمريكي ولاعب سابق. بدأ مسيرته الاحترافية في سنة 1998. يبلغ طوله 6 قدم 3 بوصة (1.9 م). اعتزل اللعب في 2011. لعب مع نادي ليماسول لكرة السلة في قبرص.

## روابط خارجية
- دوين وودوارد على موقع الدوري الأوروبي لكرة السلة (الإنجليزية)
- دوين وودوارد على موقع كرة السلة الأوروبية.كوم (الإنجليزية)
- دوين وودوارد على موقع كلية كرة السلة في سبورتس رفرنس.كوم (الإنجليزية)
- دوين وودوارد على موقع ريلجم (الإنجليزية)
- دوين وودوارد على موقع بروبوليرز (الإنجليزية)
- دوين وودوارد على موقع سبورتس رفرنس (الإنجليزية)